# Tchar-Bakr
Tchar-Bakr (ouzbek : Chor Bakr du persan : چهاربکر) est une nécropole, située dans le village de Soumitan, à 8 km à l'ouest de Boukhara en Ouzbékistan. À l'origine, le lieu servait de refuge aux derviches de l'ordre des khodjagons qui soutenaient le pouvoir des khans.
La nécropole est un ensemble architectural répertorié par l'UNESCO. Son nom signifie en français Quatre Bakr désignant quatre descendant du Prophète Mahomet qui y ont été enterrés en 970 : Sayid Abou Bakr et ses trois frères. La secte Khodjagon des derviches s'est installée autour des tombes les plus anciennes, celles des quatre frères. La nécropole est également appelée La cité des morts.

## Histoire
La construction de la nécropole commence à l'époque des Samanides à la fin du Xe siècle, mais les principaux bâtiments sont construits de 1560 à 1563 par Abdullah Khan de la dynastie des Chaybanides. Au fil des siècles, la noblesse de Boukhara ajoute des mausolées près des premières tombes.

## Description

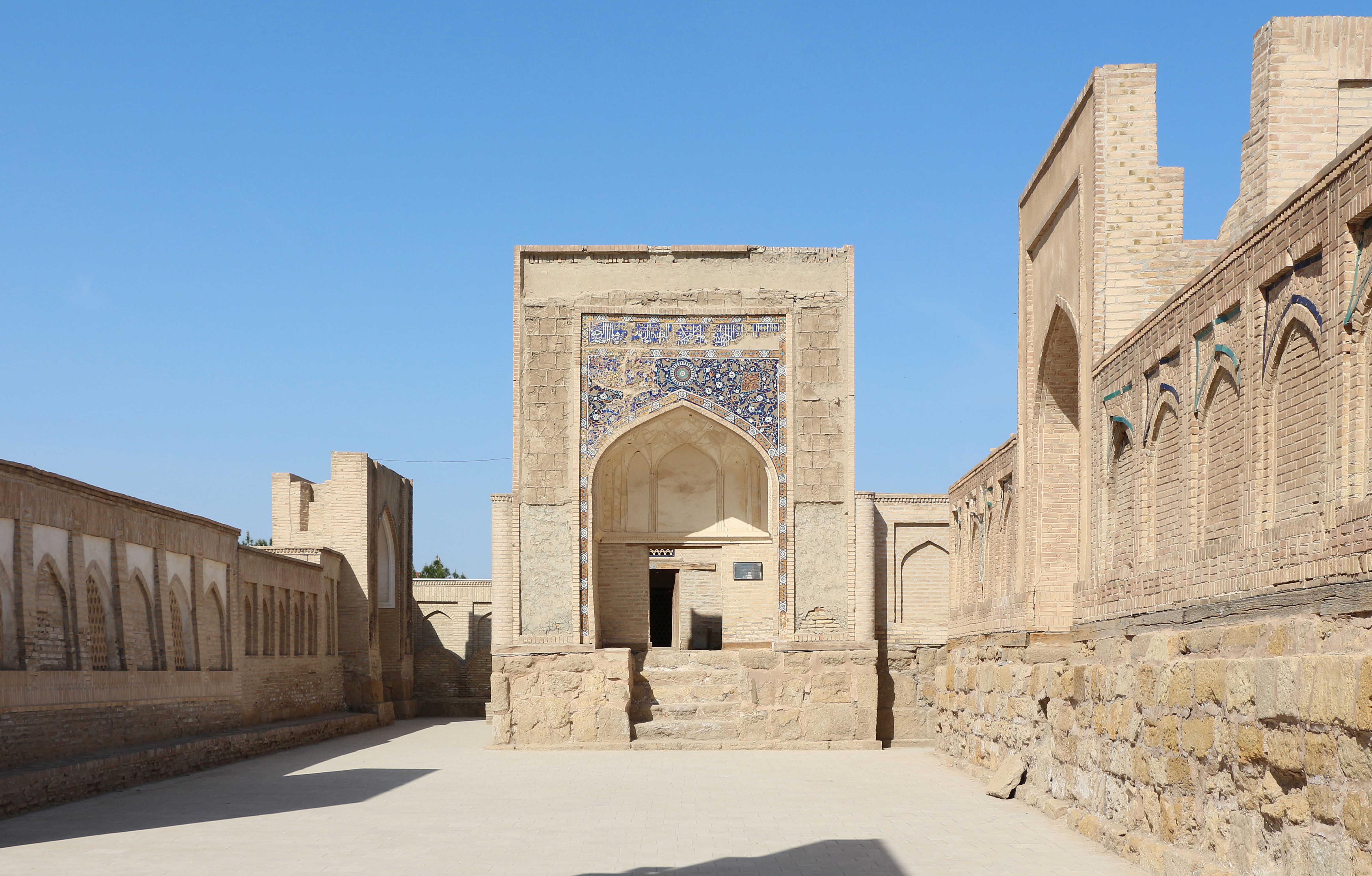
Entrée d'un des caveaux funéraires

La nécropole est une sorte de ville des morts ; elle dispose de rues, de cours, de portes, mais au lieu de maisons on y trouve des dakhmas et des pierres tombales. Au centre se trouvent trois bâtiments : la mosquée, la khanqah et la médersa. Les façades avant de la mosquée et de la khanqah sont réalisées sous forme de portails autour d'arcades, tandis que les façades latérales sont formées de loggias, réparties sur deux niveaux.